# Lueckelia breviloba
Lueckelia breviloba är en orkidéart som först beskrevs av Victor Samuel Summerhayes, och fick sitt nu gällande namn av Rudolph Jenny. Lueckelia breviloba ingår i släktet Lueckelia och familjen orkidéer. Inga underarter finns listade i Catalogue of Life.